# Hodod
Hodod é uma comuna romena localizada no distrito de Satu Mare, na região histórica da Transilvânia. A comuna possui uma área de 76.88 km² e sua população era de 2953 habitantes segundo o censo de 2007.